# (788) Гогенштейна
(788) Гогенштейна (нем. Hohensteina) — небольшой астероид главного пояса, который был открыт 28 апреля 1914 года немецким астрономом Францем Кайзером в обсерватории Хайдельберг, Германия и назван в честь коммуны Гогенштейн в родной местности первооткрывателя.

Орбита астероида Гогенштейна и его положение в Солнечной системе
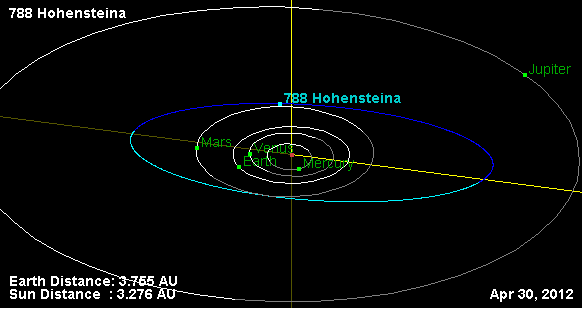
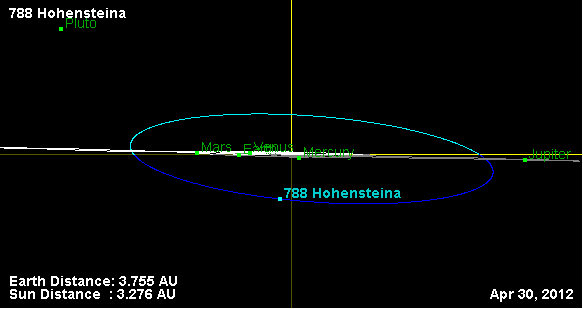